# David Carabott
David Carabott (Melbourne, 18 maggio 1968) è un allenatore di calcio ed ex calciatore maltese con cittadinanza australiana, di ruolo difensore o centrocampista, tecnico del Marsa.
È uno dei record-men di presenze della Nazionale maltese, 122.

## Carriera

### Club
La sua carriera abbraccia un periodo di ben 27 anni, essendo arrivato adolescente nelle file del Marsaxlokk, squadra maltese all'epoca relegata nelle serie minori.
Dal 1987 al 2000 ha giocato nella squadra dell'Hibernians FC, disputando ben 221 gare con 57 reti.
Dal 2000 al 2003 ha giocato nel Valletta, sommando 63 gare e 6 gol.
Il ritorno alle origini, nel  Marsaxlokk, lo vede impegnato dal 2003 al 2005 (26 gare e 3 reti).
Poi si è trasferito al Msida Saint-Joseph (10 gare e 1 gol) e allo Sliema Wanderers (28 gare).
Si è ritirato dal calcio giocato nel 2008. 

### Nazionale
Carabott è noto per la sua ventennale carriera in Nazionale: dal 1987 al 2005 ha totalizzato ben 122 presenze, impreziosite da 12 reti.
Il suo esordio in Nazionale cade il 15 novembre 1987 (1-1 con la Svizzera alle qualificazioni per il campionato d'Europa 1988).
Esattamente un anno dopo, il 23 novembre 1988, arriva il suo primo gol, ancora in un pareggio per 1-1, stavolta contro Cipro, in un confronto amichevole.
La sua ultima partita in Nazionale risale al 9 febbraio 2005, ed è una pesante sconfitta interna (0-3) contro la Norvegia a Ta' Qali, in un incontro amichevole.
Nel 2025, in occasione di una votazione tenutasi per i 125 anni della Federazione calcistica di Malta, è stato inserito nella migliore formazione di tutti i tempi della nazionale maltese.

## Palmarès

### Club
- Campionato maltese: 4

Hibernians: 1993-1994, 1994-1995
Valletta: 2000-2001
Sliema Wanderers: 2004-2005

### Individuale
- Malta's best XI of all time (2025)